# Мурзаханов, Галлям Гимадеевич
Галлям Гимадеевич Мурзаханов (тат. Галләм Гыймади улы Морзаханов; 1925—1990) — краснофлотец Военно-морского флота СССР, участник Великой Отечественной войны, Герой Советского Союза (1945).

## Биография
Галлям Мурзаханов родился 27 марта 1925 года в деревне Татарские Наратлы (ныне — Зеленодольский район Татарстана). Татарин. После окончания четырёх классов школы работал трактористом. В 1943 году Мурзаханов был призван на службу в Военно-морской флот СССР. С ноября того же года — на фронтах Великой Отечественной войны, был строевым 66-го отдельного отряда дымомаскировки и дегазации Днепровской военной флотилии. Отличился во время освобождения Белорусской ССР.
В июне-июле 1944 года Мурзаханов пять раз высаживался на вражескую территорию и участвовал в ожесточённых боях с противником. Во время боёв за город Пинск он лично уничтожил 5 огневых точек и до 10 вражеских солдат и офицеров, отразив несколько контратак, сам получил тяжёлое ранение.
Указом Президиума Верховного Совета СССР от 7 марта 1945 года за «мужество и героизм, проявленные в десантных операциях при освобождении Белоруссии» краснофлотец Галлям Мурзаханов был удостоен высокого звания Героя Советского Союза с вручением ордена Ленина и медали «Золотая Звезда» за номером 6316.
После окончания войны Мурзаханов был демобилизован. Вернулся в родную деревню, позднее проживал и работал в Казани. Скончался 25 мая 1990 года, похоронен в Татарских Наратлах.
Был также награждён орденом Отечественной войны 1-й степени и рядом медалей.